# Enrique Morente
Enrique Morente Cotelo (Granada, 25 de dezembro de 1942 - Madrid, 13 de dezembro de 2010) foi um cantor de flamenco espanhol, pai da também cantora de flamenco Estrella Morente.
Um dos nomes mais conhecidos do gênero, Morente desde cedo se notabilizou por seu caráter de renovação, o que lhe rendeu muitas críticas por parte de músicos mais ortodoxos. Por outro lado, sua importância hoje é amplamente reconhecida, sendo provavelmente a figura mais influente do flamenco contemporâneo.

## Discografia
- 1967 - Cante flamenco
- 1969 - Cantes antiguos del flamenco
- 1971 - Homenaje flamenco a Miguel Hernández
- 1975 - Se hace camino al andar
- 1977 - Homenaje a D. Antonio Chacón
- 1977 - Despegando
- 1982 - Sacromonte
- 1983 - Enrique Morente - Cruz y luna
- 1988 - Esencias flamencas
- 1990 - En la Casa Museo de Federico García Lorca de Fuentevaqueros
- 1990 - Morente - Sabicas
- 1991 - Misa flamenca
- 1992 - Negra, si tú supieras
- 1995 - Alegro, soleá y fantasía de cante jondo
- 1996 - Omega
- 1999 - Morente - Lorca
- 2003 - El pequeño reloj
- 2005 - Morente sueña la Alhambra
- 2008 - Pablo de Málaga